# Italienische Sturmhaube
Die Italienische Sturmhaube (italienisch: celata) ist eine Schutzwaffe aus Italien.

## Beschreibung

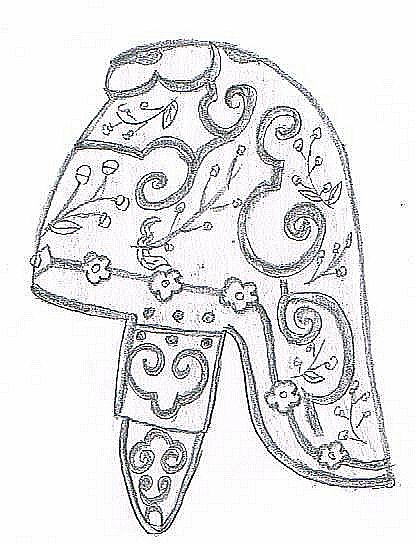
Venezianische Sturmhaube

Die Italienische Sturmhaube besteht in der Regel aus Stahl. Im 16. Jahrhundert begannen Waffen- und Rüstungsschmiede in Italien die von ihnen hergestellten Waffen und Rüstungen besonders kunstvoll zu verzieren. Die Formen der Sturmhauben änderten ihre Form und wurden mit ihren geschwungenen Nackenstücken den antiken, römischen Helmen ähnlich. Bei den Schmieden in Mailand, Florenz, Bologna und Rom wurden Helme dieser Art durch Treibarbeiten, Tausia und Vergoldung zu wahren Luxusgegenständen. Die Schmiede in Deutschland, besonders in Nürnberg, stellten ebenfalls hochwertig dekorierte Sturmhauben her. Diese Helme waren fast ausschließlich für hochgestellte Kunden gedacht und wurden mehr für Paraden und das öffentliche Leben verwendet. Für den Kampf blieben die üblichen einfachen Sturmhauben im Gebrauch.